# Дебоа, Александр Алексеевич
Александр Алексеевич Дебоа (1824—1880) — генерал-лейтенант русской императорской армии, председатель военного суда Санкт-Петербургского военного округа.

## Биография
Родился 2 (14) января 1824 года.
Учился в Императорском училище правоведения, но в 1841 году поступил на службу унтер-офицером в лейб-гвардии Сапёрный батальон, где оставался до 1856 года; 17 января 1844 года был произведён в прапорщики.
После производства в полковники (17 апреля 1855 года) был назначен с 25 января 1856 года командиром Гренадерского сапёрного батальона, а 25 мая 1863 года получил в командование лейб-гвардии Гатчинский полк; 11 сентября 1863 года был произведён в генерал-майоры и в декабре 1864 года назначен помощником начальника 24-й пехотной дивизии, а в октябре 1867 года перемещён на такую же должность в 36-ю пехотную дивизию.
В 1869 году Дебоа был прикомандирован к Александровской военно-юридической академии и прослушав полный курс, в 1871 году был назначен, с переводом в военно-судебное ведомство, военным судьёй в Санкт-Петербургский военно-окружной суд. В 1872 году он уже был председателем этого суда. В 1880 году произведён в генерал-лейтенанты.
Незадолго перед смертью Дебоа должен был оставить эту должность и был причислен к главному военно-судебному управлению.
Скончался 27 мая (8 июня) 1880 года. Был похоронен на петербургском Новодевичьем кладбище. Там же была погребена его супруга Надежда Кирилловна (21.05.1832—26.01.1883), урождённая Стаханова.

## Награды
- орден Св. Станислава 2-й ст. с императорской короной (1858)
- орден Св. Анны 2-й ст. (1860)
- орден Св. Владимира 3-й ст. (1863)
- орден Св. Станислава 1-й ст. (1866)
- орден Св. Анны 1-й ст. (1869)